# Champoz
Champoz é uma comuna da Suíça, situada na região administrativa de Jura Bernense, no cantão de Berna. Tem 7,11 km² de área e sua população em 2018 foi estimada em 169 habitantes.